# Зубарев, Виктор (советский футболист)
Ви́ктор А. Зубарев (1914 — неизвестно) — советский футболист.
В 1937 году играл за «Большевик», в 1938 году в составе команды, именовавшейся «Зенит», в чемпионате в девяти матчах забил два гола — харьковскому «Спартаку» и московскому «Пищевику».